# MBC 뮤직 스테이션
MBC 뮤직 스테이션은 목포MBC FM4U(FM 102.3MHz)에서 매주 금요일 오전 11시에 방송되는 전라남도 서남부 지역의 라디오 프로그램이다.

## 같이 보기
- 목포문화방송